# Кас (окръг, Северна Дакота)
Вижте пояснителната страница за други населени места с името Кас.
Окръг Кас (на английски: Cass County) е окръг в щата Северна Дакота, Съединени американски щати. Площта му е 4579 km², а населението - 177 787 души (2017). Административен център е град Фарго.